# Gobernantes
Gobernantes är en ort i Mexiko.   Den ligger i kommunen Querétaro och delstaten Querétaro Arteaga, i den centrala delen av landet, 200 km nordväst om huvudstaden Mexico City. Gobernantes ligger 1 845 meter över havet och antalet invånare är 142.
Terrängen runt Gobernantes är kuperad åt nordost, men åt sydväst är den platt. Runt Gobernantes är det tätbefolkat, med 947 invånare per kvadratkilometer. Närmaste större samhälle är Santiago de Querétaro, 12,6 km sydost om Gobernantes. Trakten runt Gobernantes består i huvudsak av gräsmarker.